# Italoamericani
Italoamericanii (numiți și „italo-americani”, „italieni americani” sau „americani de origine italiană”) sunt cetățeni ai SUA care au origini italiene ori s-au născut în Italia. Aceștia se află în principal în nord-estul și centrul SUA și sunt al cincilea cel mai mare grup etnic al americanilor albi după anglo-americani, germano-americani, irlandezo-americani și mexicano-americani.

## Listă cronologică de personalități
- Fiorello La Guardia (1882 — 1947), fost primar al New York City;
- Lucky Luciano (1897 – 1962), gangster;
- Frank Capra (1897 – 1991), regizor;
- Al Capone (1899 – 1947), gangster;
- Frank Sinatra (1915 – 1998), cântăreț, actor;
- Dean Martin (1917 – 1995), actor, cântăreț;
- Frank Langella (n. 1938), actor;
- Francis Ford Coppola (n. 1939), regizor, producător de film;
- John Gotti (1940 - 2002), gangster;
- Al Pacino (n. 1940), actor;
- Brian De Palma (n. 1940), regizor;
- Nancy Pelosi (n. 1940), politician;
- Martin Scorsese (n. 1942), regizor, scriitor;
- Robert De Niro (n. 1943), actor, regizor;
- Joe Pesci (n. 1943), actor;
- Rudy Giuliani (n. 1944), politician, fost primar al New York City;
- Sylvester Stallone (n. 1946), actor, regizor, scenarist;
- Samuel Alito (n. 1950), membru al Curții Supreme de Justiție a SUA;
- John Travolta (n. 1954), actor, cântăreț;
- Ray Romano (n. 1957), actor;
- John Turturro (n. 1957), actor, scenarist, regizor;
- Madonna (n. 1958), cântăreață, compozitoare;
- Quentin Tarantino (n. 1963), regizor, scenarist;
- Nicolas Cage (n. 1964), actor;
- Mark Ruffalo (n. 1967), actor, regizor, scenarist;
- Paul Giamatti (n. 1967), actor;
- Leonardo DiCaprio (n. 1974), actor;
- Lady Gaga (n. 1986), cântăreață, actriță;
- Alyssa Campanella⁠(d) (n. 1990), Miss USA 2011.